# Naikhongchhari
Naikhongchhari (en bengali : নাইক্ষ্যংছড়ি) est une upazila du Bangladesh dans le district de Bandarban. En 1991, on y dénombrait 38 350 habitants, 6 882 ménages et une superficie totale de 463,61 km2.